# Águeda de Catania
Santa Águeda de Catania (Catania, 229/235 – Catania, 5 de febrero de 251), también conocida como Santa Ágata de Sicilia o Santa Gadea, fue según la tradición católica, una joven cristiana que vivió en el siglo III, martirizada durante las persecuciones del emperador Decio. Presente en los más antiguos martirologios, es venerada como santa, virgen y mártir por la Iglesia católica, ortodoxa y anglicana, que honran su memoria el 5 de febrero (salvo en México, cuya celebración litúrgica es el día 4). Ella es una de las únicas ocho mujeres que son conmemoradas por su nombre en el Canon de la Misa.

## Historia
Según el hagiógrafo Santiago de la Vorágine en su obra La leyenda dorada, en tiempos de persecuciones contra los cristianos, decretadas por el emperador Decio, el procónsul de Sicilia, Quintianus, rechazado en sus avances por la joven Águeda, que ya había ofrecido su virginidad a Jesucristo, en venganza por no conseguir sus placeres la envía a un lupanar, regentado por una mujer llamada Afrodisia, donde milagrosamente Águeda conserva su virginidad.
Aún más enfurecido, ordenó que torturaran a la joven y que le cortaran los pechos. La respuesta de la que posteriormente sería santa fue: "Cruel tirano ¿no te da vergüenza torturar en una mujer el mismo seno con el que de niño te alimentaste?".
Aunque en una visión vio a San Pedro y este curó sus heridas, siguió siendo torturada y fue arrojada sobre carbones al rojo vivo y revolcada en la ciudad de Catania, Sicilia (Italia). Además se dice que lanzó un gran grito de alegría al expirar, dando gracias a Dios.[cita requerida]
Su fama de santidad fue tan grande que desde posteriormente a su muerte, San Everio obispo de Catania hacia el año 270 mandó construir una capilla  en el lugar del sepulcro el cual lo consagró a Nuestra Señora de Belén.   
Según cuentan el volcán Etna hizo erupción un año después de la muerte de la santa en el 252 y los pobladores de Catania pidieron su intervención logrando detener la lava a las puertas de la ciudad.[cita requerida] Desde entonces es patrona de Catania y de toda Sicilia y de los alrededores del volcán e invocada para prevenir los daños del fuego, rayos y volcanes. 
Para el año 313 se quiso trasladar su cuerpo, al cual exhumaron, y con sorpresa lo encontraron incorrupto, el cual fue trasladado solemnemente a un templo como gran tesoro conocido actualmente como Sant’ Agata la Vetere, mismo que hasta el año de 1040 la envió a Constantinopla como regalo al emperador, tanto el cuerpo de Santa Águeda como de Santa Lucía. Ahí permanecieron por 86 años, hasta que el 17 de agosto de 1126, el cuerpo volvió a Catania, promovido por dos soldados de la guardia bizantina, llamados Gisliberto y Goselmo, para ser instaladas en la nueva Catedral, construida por mandato del conde Ruggero en el año 1094, donde  serían custodiadas hasta hoy en 9 relicarios diferentes.
También se recurre a ella con los males de los pechos, partos difíciles y problemas con la lactancia. En general se la considera protectora de las mujeres. Es la patrona de las enfermeras y fue meritoria de la palma del martirio con la que se suele representar.

## Iconografía
Se la ha representado en el martirio, colgada cabeza abajo, con el verdugo armado de tenazas y retorciendo su seno. También sosteniendo ella misma unas tenazas en la mano y un ángel con sus pechos en una bandeja o ella misma portando una bandeja o plato con sus senos cortados. La escena de la curación por San Pedro también se ha representado.
A menudo se la representa como protectora contra el fuego, con lo que lleva una antorcha o bastón en llamas, o una vela, símbolo del poder contra el fuego. Pueden estar presentes también un cuerno de unicornio, símbolo de la virginidad o con la palma del martirio.

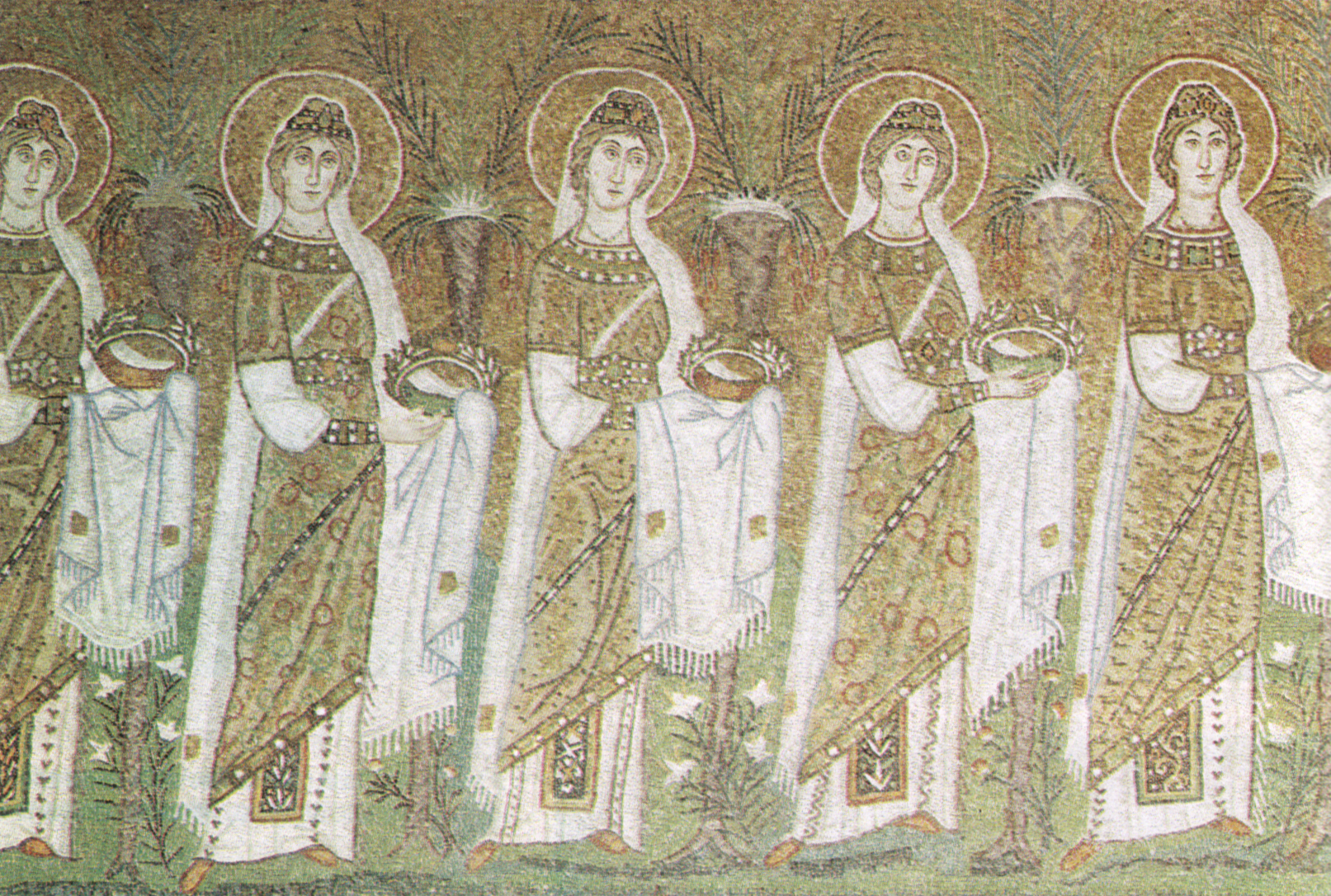
Rávena, Basílica de San Apolinar Nuovo, Procesión de las Vírgenes.
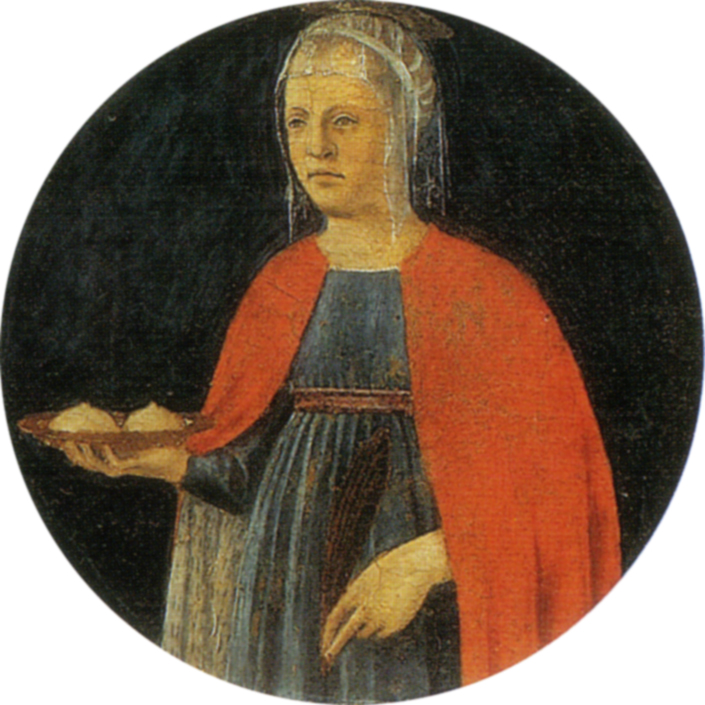
Piero della Francesca: Sant'Agata en el Políptico de San Antonio, de Piero della Francesca.
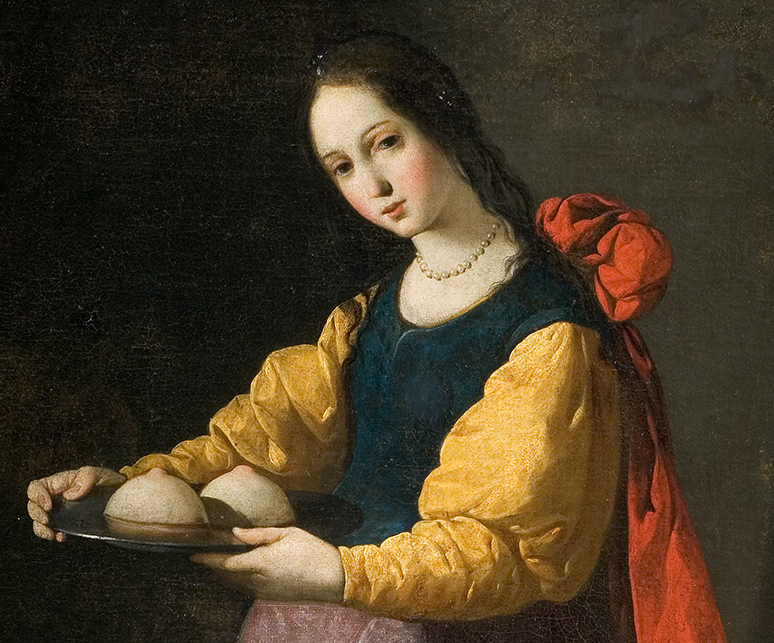
Francisco de Zurbarán: Santa Águeda.
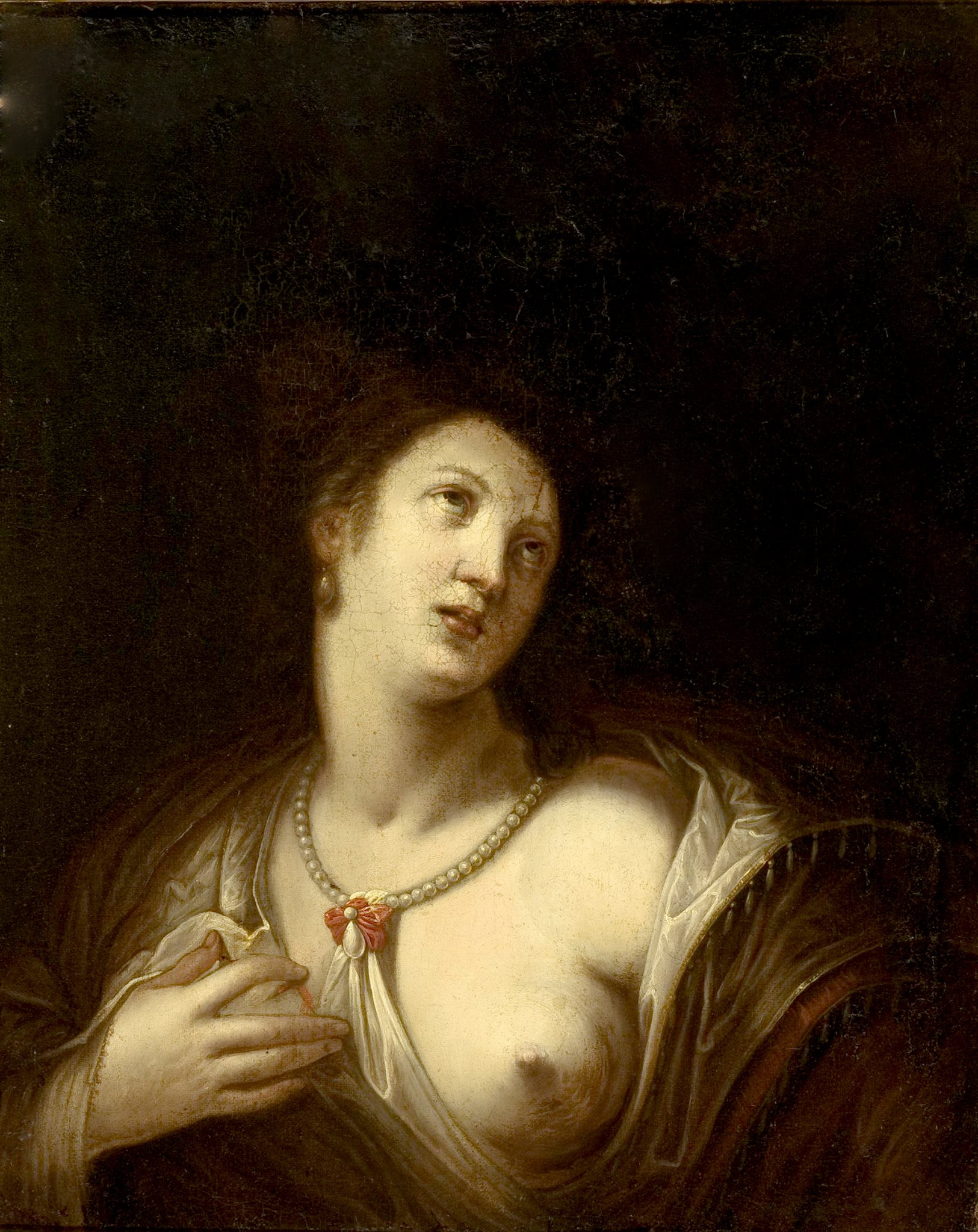
Santa Águeda, obra anónima c. 1776-1825. Museo de Bellas Artes de Córdoba.

## Celebraciones

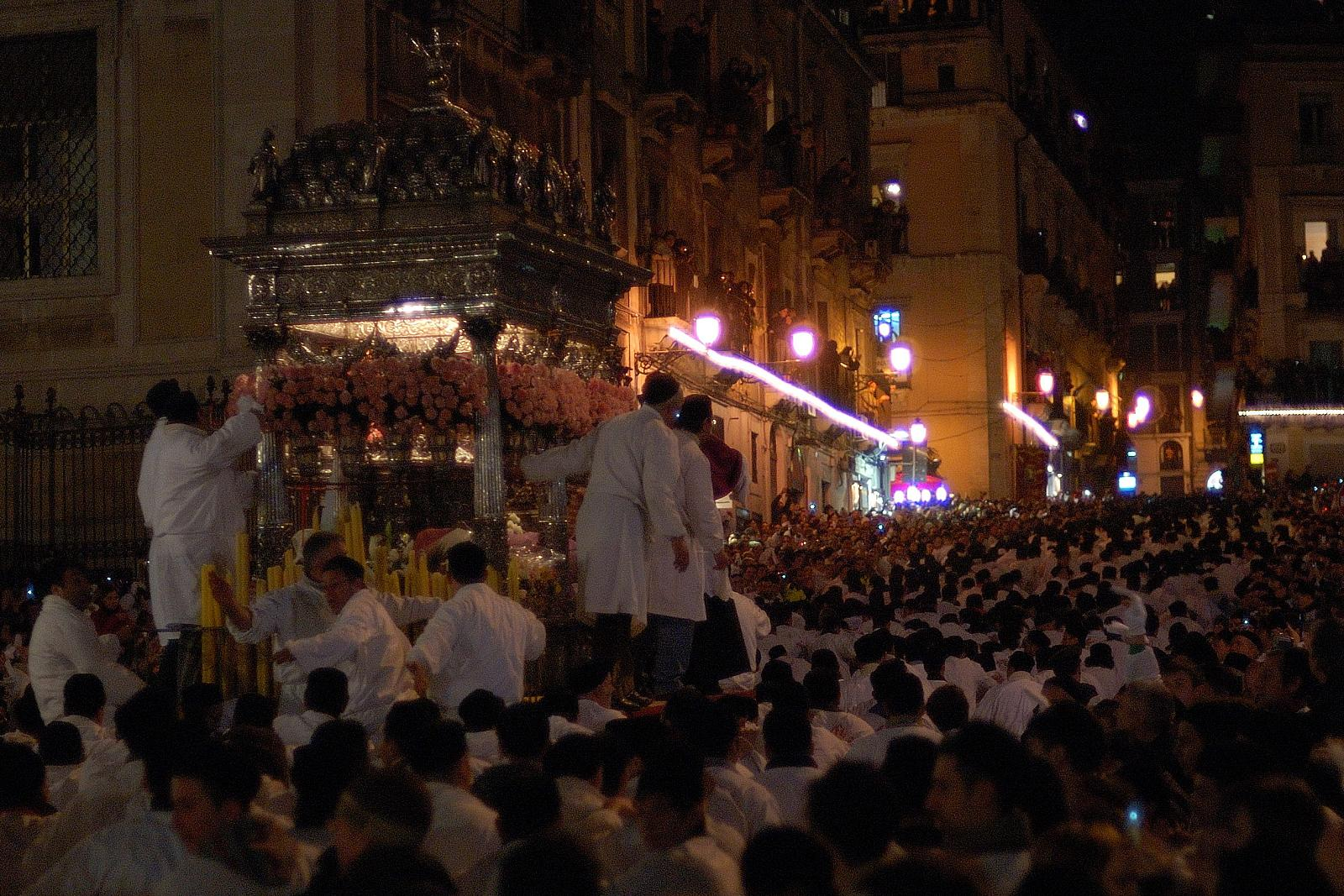
La fiesta de Santa Águeda de Catania a principios de febrero es una de las más grandes de Sicilia.

La conmemoración de santa Águeda tiene lugar el 5 de febrero. Es una de las fiestas más populares, muy conocida a distintos niveles, especialmente por la participación de las mujeres en la mayoría de ellas.
En España
- En Castilla-La Mancha, son numerosas localidades las que celebran Santa Águeda, tales como Pinarejo o Corral de Almaguer que celebra una romería en su honor en el Santuario de la Muela.

- En la localidad de  Galápagos en la provincia de Guadalajara, los habitantes hacen una hoguera en su honor acompañados de bollos, que antiguamente eran caseros y se recogían en cada domicilio, cosa que aún sigue la tradición aunque no sean artesanos, y vino dulce.

- En la localidad de Catral en la provincia de Alicante, la devoción de esta mártir es muy antigua. Se dice que fue introducida por la Orden de Santiago en el año 1255, aunque los primeros documentos que hacen referencia a la imagen y a la ermita datan de 1684. Entre los actos del festejo destaca la procesión que tiene lugar el día 4 de febrero, día en el que la Santa se trasladada ante una gran multitud de devotos que han hecho promesas, hasta el templo parroquial de los Santos Juanes, en donde pernocta para salir, después de una misa solemne y acompañada por las autoridades, en romería hasta su ermita. Durante esos días el barrio huertano de Santa Águeda de kilómetro y medio de longitud con remate final en la plaza donde se alza la ermita de la Santa, se transforma en un zoco ferial donde los vecinos y visitantes pueden disfrutar de los dulces típicos como las "bolicas" de caramelo y el turrón de Santa Águeda, así como comprar "la pesà" que consiste en un paquete de dulces variados que se regala a la persona querida. También pueden recorrer los múltiples puestos de vendedores ambulantes situados a ambos lados de la calle o montar en las atracciones de feria.

- En Castilla y León son numerosas las localidades donde se celebra, recibiendo en muchas de ellas ese día las mujeres el bastón de mando de mano de los alcaldes respectivos.

- En Salamanca las asociaciones de mujeres reciben el bastón de mando en el ayuntamiento, celebran bailes en la plaza Mayor y continúan la fiesta en restaurantes y locales de ocio de toda la ciudad. También se celebra en numerosas poblaciones de la provincia, especialmente en la Sierra de Francia, siendo destacable esta festividad en Ciudad Rodrigo, donde el río que cruza la población y una entidad local menor del municipio llevan el nombre de la Santa.

- En Zamora es toda una tradición, las águedas toman la ciudad y los pueblos para hacerse con el control en la provincia, los ayuntamientos les ceden los bastones de mando como señal de autoridad, se celebran alrededor de 7 días de fiesta donde se baila, se come, se vive la fiesta y honra a Santa Águeda. De las más famosas son las águedas de la capital de San José obrero y del barrio de San Lázaro, y refiriéndonos a los pueblos, La Hiniesta, Andavías, Corrales, Algodre y Coreses son las más destacadas, siendo típicos los bailes regionales como los charros, las jotas y las canciones de panderetas entonadas por las propias águedas. En Coreres, por ejemplo, es típica la canción de las habas verdes y el petaco y las mujeres de Andavías reviven el "salto del piorno", la tradición más singular de la festividad de las águedas, cuya cofradía se remonta a principios del siglo XVIII.

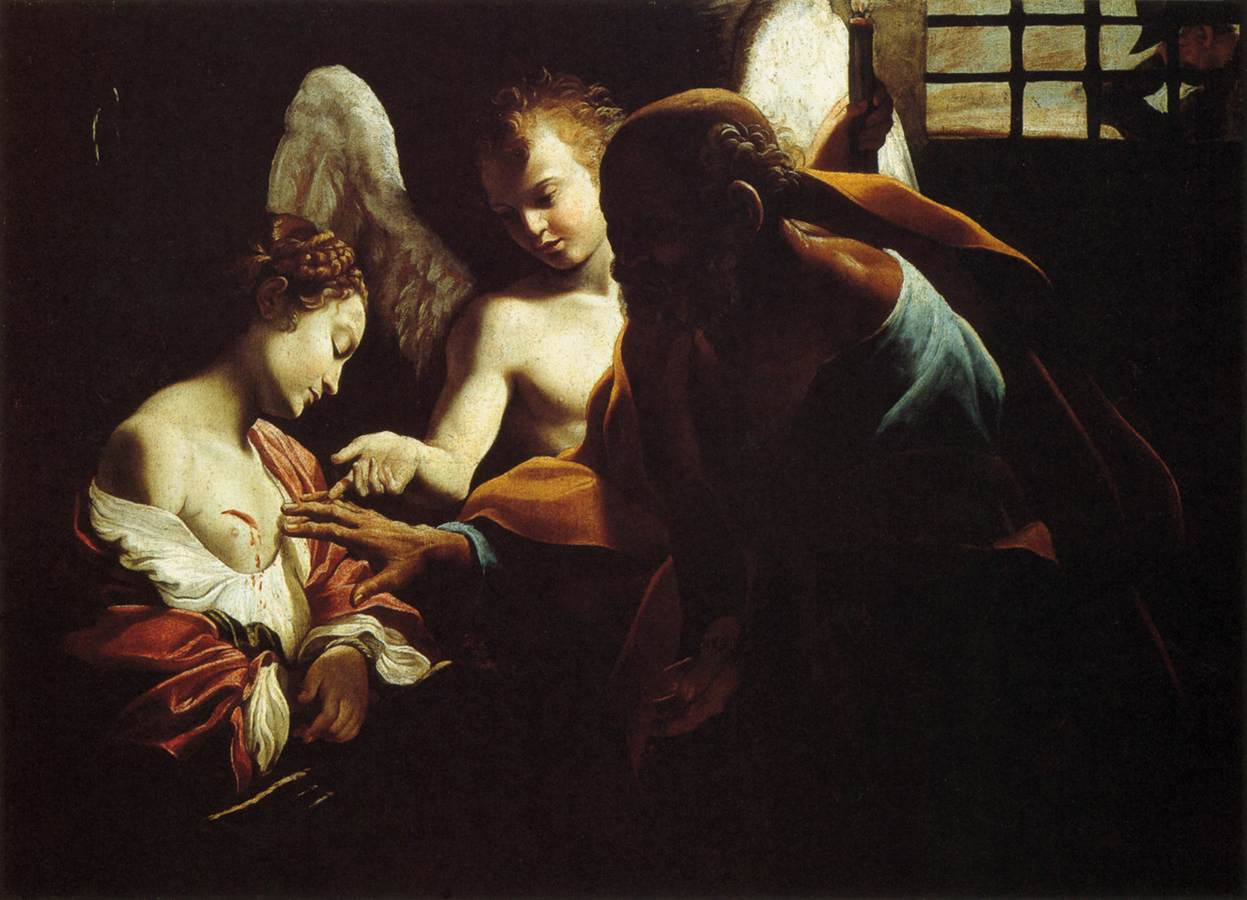
San Pedro curando a Águeda, obra del caravaggista Giovanni Lanfranco, ca. 1614

- En la localidad segoviana de Zamarramala  la fiesta de Santa Águeda está declarada Fiesta de Interés Turístico Nacional. Los orígenes de la fiesta están relacionados con la conquista del Alcázar de Segovia que supuso una serie de privilegios para este pueblo y sus mujeres, a las que se concedió el privilegio de mandar una vez al año. Desde entonces se ha celebrado tradicionalmente esta fiesta que se inicia con la cesión del bastón de mando del ayuntamiento a las mujeres, que dedican el día a diversas celebraciones mientras encargan todas las actividades domésticas a sus maridos. A lo largo del tiempo celebraciones similares se han extendido por otras localidades segovianas, como a Martín Muñoz de la Dehesa.

- En la localidad burgalesa de  Ribera del Duero, casi todas las localidades celebran igualmente la fiesta de las Águedas, con la participación de las mujeres que organizan su fiesta comiendo en hermandad y dejando la casa al cuidado de los hombres durante todo el día. En Peñaranda de Duero toman el mando, recibiendo de manos del alcalde la vara.[5] Las panaderías hacen panecillos en forma de tetillas, e igualmente las pastelerías se suman a la ocasión con dulces que recuerdan el martirio de la santa.[6]

- En Castellón se celebra la fiesta de Santa Águeda en la villa de Jérica de la que es su Patrona con procesión, volteo de campanas y Misa Solemne, siendo fiesta local.

- En Jaén se celebra en Sorihuela del Guadalimar durante los días 3, 4 y 5 de febrero, precedida de una solemne novena (del 27 de enero al 4 de febrero). En esta localidad se venera una talla de la Santa, obra anónima del siglo XVI y junto a ésta, una reliquia auténtica, un pequeño fragmento de cuero cabelludo.

- En la localidad onubense de Villalba del Alcor también se realiza un acto conmemorativo cada año en la primera semana de febrero, en la que una imagen de la santa es trasladada desde su ermita en los Llanos de Santa Águeda hasta el pueblo, para celebrar su festividad en día 5 de febrero. Luego es retornada a su ermita, donde permanece todo el año, y el día del retorno se celebra la tradicional Fiesta del Tostón en los Llanos de Santa Águeda. La antigua Feria de ganado, hoy Feria municipal, se celebra en los mismos Llanos y la santa tiene un protagonismo importante en ella.

- En  Mallorca se celebra su fiesta en el pueblo de Sancellas, al menos desde el siglo XV, por un voto que hicieron sus antepasados. La santa es venerada actualmente en una hermosa capilla del siglo XVIII, donde también se guarda un relicario.

- En el País Vasco y Navarra, donde se atribuye faceta sanadora a la santa, es celebra la llamada  víspera de Santa Águeda en la que de grupos corales salen por las calles de las villas y pueblos que entonan cánticos y coplas en su honor, acompañando el ritmo con bastones. Esta tradición de golpear al tierra rítmicamente, está relacionada con ritos precristianos que buscaban el "despertar" de la misma después del invierno.

- En Zaragoza es tradición comer un dulce con forma de pecho de mujer, "reliquias de Santa Águeda" relleno de trufa y nata. En concreto, en la localidad de Escatrón celebran el día 5 de febrero con una multitudinaria procesión en la que las jóvenes portan en sus cabezas los panes benditos que ofrecerán a la Santa. Al día siguiente se celebra el tradicional Baile de la Cinta ante el hermoso Busto de Santa Águeda además de la recitación de su vida y milagros por señoritas de la localidad ataviadas con el traje típico.

Fuera de España
- En México, la liturgia conmemora a Santa Águeda el día 4 de febrero, esto para evitar coincidir con la fiesta del primer Santo Mártir mexicano, San Felipe de Jesús.

## Santos relacionados
- Santa Lucía de Siracusa